# Diabeł z trzema złotymi włosami (film 2013)
Diabeł z trzema złotymi włosami (niem. Der Teufel mit den drei goldenen Haaren) – niemiecki film familijny z 2013 roku, należący do cyklu filmów telewizyjnych Najpiękniejsze baśnie braci Grimm. Film jest adaptacją baśni braci Grimm pt. Bajka o diable z trzema złotymi włosami.

## Fabuła
Felix jest szczęśliwie zakochany w księżniczce Isabell. Jednak ojciec księżniczki, król Ottokar nie chce oddać tak łatwo swojej córki w ręce chłopaka. Postanawia więc postawić mu jeden warunek, dzięki któremu zdobędzie serce ukochanej. Zadaniem Felixa jest zdobycie skarbu diabła. Wkrótce wyrusza w niebezpieczną podróż w celu jego odnalezienia.

## Obsada[2]
- Jakub Gierszał: Felix, dziecko szczęścia
- Saskia Rosendahl: księżniczka Isabell
- Thomas Sarbacher: król Ottokar
- André Hennicke: diabeł
- Christine Schorn: babcia diabła
- Wilfried Pucher: przewoźnik
- Benjamin Lew Klon: Nestor
- Julia Roth: Anne
- Bernd Stegemann: ksiądz
- Robert Besta: hrabia
- Sophia Löffler: matka Felixa
- Michael Schumacher: ojciec Felixa
- Barbara Ellen Erichsen: położna
- Paula Thielecke: żona kowala
- David Korbmann: kowal